# Гомес, Карлос Альберто
Карлос Альберто Гомес Бенитес (кат. Carlos Alberto Gómez Benítez; 9 июня 1977) — андоррский футболист, защитник. Выступал за клубы «Принсипат», «Сан-Жулиа» и «Санта-Колома». Провёл 1 матч за национальную сборную Андорры.

## Биография

### Клубная карьера
Провёл 1 матч за «Принсипат» в первом отборочном раунде Кубка УЕФА 1996/97 против шотландского «Данди Юнайтед». Андоррцы уступили по сумме двух матчей (0:17).
В сезоне 1998/99 играл за клуб «Сан-Жулиа», который выступал в чемпионате Андорры. Позже являлся игроком клуба «Санта-Колома». В двух матчах предварительного раунда Кубка УЕФА 2001/02 против белградского «Партизана» Карлос Гомес оставался на скамейке запасных.

### Карьера в сборной
В 1999 году главный тренер национальной сборной Андорры Маноэл Милуир пригласил Карлоса Гомеса в стан команды карликового государства, которая является одним из аутсайдеров мирового футбола. Тогда ему было 22 года. 3 марта 1999 дебютировал составе Андорры в товарищеском матче против Фарерских островов (0:0), Гомес вышел в стартовом составе, а на 68 минуте был заменён на Жорди Барра. Эта игра осталась единственной в карьере Карлоса за национальную команду.